# 福冈县社会保育短期大学
福冈县社会保育短期大学（日语：／ Fukuokaken Shakai-hoiku Tanki Daigaku *），简称社保短，是过去一所位于日本福冈县田川市的公立短期大学。

## 概要

### 简介
- 学校最早可以追溯到1952年即专科学校的创立[注 2]。短期大学为于1967年开办由福冈县、招収男女学生到1991年、停办于1993年[1][2]。

### 历史
- 1967年 福冈县社会保育短期大学成立并同时设置两个学科、以下列举。
  - 保育科
  - 社会福利科
- 1991年 最后一年招生、次年停止招生（正式停办于1993年5月17日[1]）。

## 学校环境
- 校区：在了福冈县田川市[注 1]

## 历任校长
- 仓野宪司：第一代短期大学校长[3]。
- 安藤延男：最后短期大学校长[4]。

## 组织

### 学科
- 保育科
- 社会福利科

### 专科
| - 没有 |

### 业余课程
| - 没有 |

### 附属学校
- 附属幼儿园：成立于1978年[5]

## 相关链接
- 日本短期大学列表